# Irm Hermann
Irmgard ”Irm” Hermann, född 4 oktober 1942 i München, död 26 maj 2020 i Berlin, var en tysk skådespelare. Hermann var främst känd från sitt långvariga samarbete med Rainer Werner Fassbinder. 
Hermann träffade Fassbinder av en slump 1966, då hon arbetade som sekreterare. Hon hade ingen tidigare erfarenhet av skådespeleri när hon debuterade i hans kortfilm Der Stadtsreicher senare samma år. Det blev sammanlagt 19 filmer med Fassbinder. Ofta gestaltade hon stram borgerlighet i biroller, men spelade även huvudrollen som Irmgard Epp i Frukthandlarens fyra årstider (1972). Hermann tillhörde Fassbinders närmast förtrogna. Efterhand kände hon dock ett behov av att frigöra sig från honom och flyttade 1975 från München till Berlin. Hon inledde samarbeten med såväl Werner Herzog som Percy Adlon. Hermann har under åren visat prov på sin bredd, bland annat i komedier av Loriot med flera. 
Irm Hermann var gift med barnboksförfattaren Dietmar Roberg, med vilken hon fick två söner.

## Filmografi i urval
- 1969 –  Liebe ist kälter als der Tod, regi: Rainer Werner Fassbinder
- 1969 –  Katzelmacher, regi: Rainer Werner Fassbinder
- 1969 –  Götter der Pest, regi: Rainer Werner Fassbinder
- 1969 –  Warum läuft Herr R amok?, regi: Rainer Werner Fassbinder
- 1970 –  Der amerikanische Soldat, regi: Rainer Werner Fassbinder
- 1972 –  Frukthandlarens fyra årstider, regi: Rainer Werner Fassbinder
- 1972 –  Petra von Kants bittra tårar, regi: Rainer Werner Fassbinder
- 1973 –  Die Zärtlichkeit der Wölfe, regi: Ulli Lommel
- 1973 –  Rädsla urholkar själen, regi: Rainer Werner Fassbinder
- 1974 –  Effi Briest, regi: Rainer Werner Fassbinder
- 1975 –  Frihetens nävrätt, regi: Rainer Werner Fassbinder
- 1979 –  Woyzeck, regi: Werner Herzog
- 1980 –  Endstation Freiheit, regi: Reinhard Hauff
- 1980 –  Berlin Alexanderplatz, regi: Rainer Werner Fassbinder
- 1980 –  Lili Marleen, regi: Rainer Werner Fassbinder
- 1982 –  Fünf letzte Tage, regi: Percy Adlon
- 1983 –  Eisenhans, regi: Tankred Dorst
- 1983 –  Die Schaukel, regi: Percy Adlon
- 1991 –  Pappa ante Portas, regi: Loriot
- 1991 –  Hades, regi: Herbert Achternbusch
- 2008 –  En kvinna i Berlin, regi: Max Färberböck
- 2009 –  Hexe Lilli: Der Drache und das magische Buch, regi: Stefan Ruzowitzky
- 2018 – Labaule & Erben (TV-serie)